# Distoechurus pennatus
Il possum dalla coda a penna (Distoechurus pennatus) è un marsupiale dell'ordine dei Diprotodonti e della famiglia Acrobatidae. 
È l'unica specie del genere Distoechurus.

## Descrizione
Nonostante la sua appartenenza alla famiglia degli acrobatidi, il possum dalla coda a penna non è dotato di patagio e non può planare. Il colore del corpo è grigio, mentre il muso è bianco con due strisce nere longitudinali che attraversano gli occhi. La lunghezza del corpo è tra 10 e 13 cm, quella della coda tra 13 e 16 cm. Il peso può variare tra 38 e 62 g.
La caratteristica che dà il nome alla specie è la coda dotata di una doppia serie di peli ispidi che possono ricordare la penna di un uccello.

## Biologia
È un animale notturno. La dieta consiste in nettare, frutta, insetti e altri invertebrati.

## Distribuzione, status e conservazione
È comune in Nuova Guinea e non è considerato in pericolo. L'habitat è la foresta pluviale, fino all'altezza di 1900 m s.l.m.